# Lygromma ybyguara
Lygromma ybyguara är en spindelart som beskrevs av Cristina A. Rheims och Antonio D. Brescovit 2004. Lygromma ybyguara ingår i släktet Lygromma och familjen Prodidomidae. Inga underarter finns listade i Catalogue of Life.